# 25. ročník udílení Zlatých glóbů
25. ročník udílení Zlatých glóbů se konal 12. února 1968 v Cocoanut Grove hotelu Ambassador v Los Angeles. Asociace zahraničních novinářů vyhlásila nominace 21. ledna.
Film Absolvent získal ze sedmi nominací pět Zlatých glóbů. Sedm nominací získaly i snímky V žáru noci, Bonnie a Clyde a Hádej, kdo přijde na večeři. Poslední dva jmenované filmy nevyhrály ani jednu cenu. V žáru noci a Camelot získaly shodně po třech cenách.
Spencer Tracy získal svou čtvrtou a poslední nominaci za film Hádej, kdo přijde na večeři. Herec se však nominace nedožil, zemřel krátce po natáčení. Audrey Hepburn byla, stejně jako Dustin Hoffman, nebo Faye Dunawayová, nominována ve dvou kategoriích. Na rozdíl od Hoffmana, ani jedna z hereček žádnou nominaci neproměnila. Britská herečka Julie Andrews získala cenu Henrietta druhý rok za sebou. Richard Attenborough získal Glóbus druhý rok za sebou. V obou případech se stal nejlepším vedlejším hercem.
Filmová adaptace Hrabalova románu Ostře sledované vlaky režiséra Jiřího Menzela získala nominaci v kategorii nejlepší zahraniční film v jiném, než anglickém jazyce. Film cenu nezískal. Na rozdíl od Oscara, na jehož 40. ročníku 10. dubna 1968 byl vyhlášen nejlepším cizojazyčným filmem roku.

## Vítězové a nominovaní

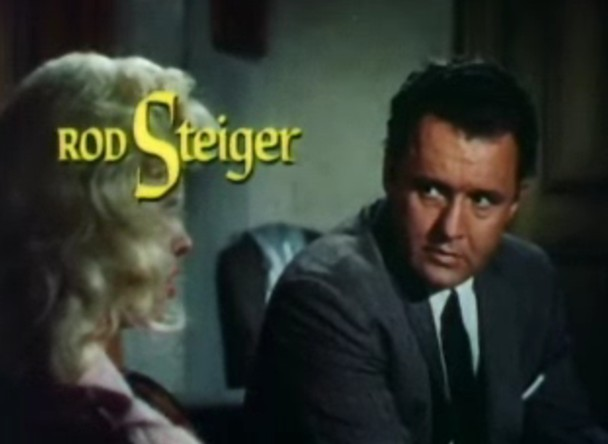
Nejlepší herec Rod Steiger (záběr z filmu The Unholy Wife)

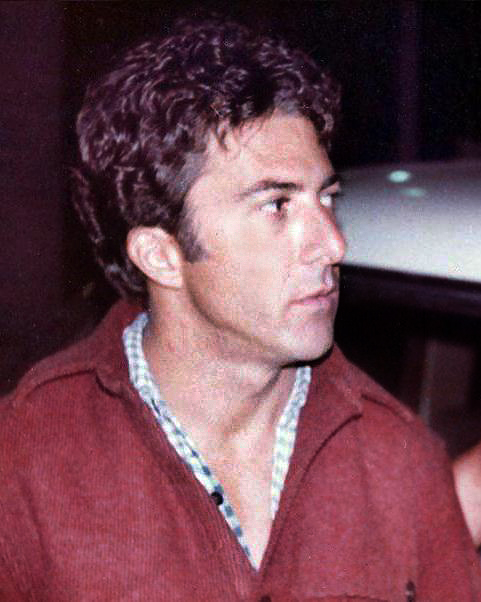
Nováček roku Dustin Hoffman

### Filmové počiny

#### Nejlepší film (drama)
- V žáru noci – producent Walter Mirisch
- Bonnie a Clyde – producent Warren Beatty
- Daleko od hlučícího davu – producent Joseph Janni
- Hádej, kdo přijde na večeři – producent Stanley Kramer
- Chladnokrevně – producent Richard Brooks

#### Nejlepší film (komedie / muzikál)
- Absolvent – producent Lawrence Turman
- Camelot – producent Joshua Logan
- Pan doktor a jeho zvířátka – producent Arthur P. Jacobs
- Zkrocení zlé ženy – producent Richard Burton, Elizabeth Taylor, Franco Zeffirelli
- Správná dívka – producent Ross Hunter

#### Nejlepší režie
- Mike Nichols – Absolvent
- Norman Jewison – V žáru noci
- Stanley Kramer – Hádej, kdo přijde na večeři
- Arthur Penn – Bonnie a Clyde
- Mark Rydell – Lišák

#### Nejlepší herečka (drama)
- Edith Evans – The Whisperers
- Faye Dunawayová – Bonnie a Clyde
- Audrey Hepburn – Čekej do tmy
- Katharine Hepburn – Hádej, kdo přijde na večeři
- Anne Heywood – Lišák

#### Nejlepší herečka (komedie / muzikál)
- Anne Bancroft – Absolvent
- Julie Andrews – Správná dívka
- Audrey Hepburn – Dva na cestě
- Shirley MacLaine – Sedmkrát žena
- Vanessa Redgrave – Camelot

#### Nejlepší herec (drama)
- Rod Steiger – V žáru noci
- Alan Bates – Daleko od hlučícího davu
- Warren Beatty – Bonnie a Clyde
- Paul Newman – Frajer Luke
- Sidney Poitier – V žáru noci
- Spencer Tracy – Hádej, kdo přijde na večeři

#### Nejlepší herec (komedie / muzikál)
- Richard Harris – Camelot
- Richard Burton – Zkrocení zlé ženy
- Rex Harrison – Pan doktor a jeho zvířátka
- Dustin Hoffman – Absolvent
- Ugo Tognazzi – Nemrava

#### Nejlepší herečka ve vedlejší roli
- Carol Channing – Správná dívka
- Quentin Dean – V žáru noci
- Lillian Gish – Komedianti
- Lee Grant – V žáru noci
- Pruenella Ransome – Daleko od hlučícího davu
- Beah Richards – Hádej, kdo přijde na večeři

#### Nejlepší herec ve vedlejší roli
- Richard Attenborough – Pan doktor a jeho zvířátka
- John Cassavetes – Tucet špinavců
- George Kennedy – Frajer Luke
- Michael J. Pollard – Bonnie a Clyde
- Efrem Zimbalist mladší – Čekej do tmy

#### Objev roku – herečka
- Katharine Rossová – Games & Absolvent
- Greta Baldwin – Rogues' Gallery
- Pia Degermark – Elvíra Madiganová
- Faye Dunawayová – Hurry Sundown
- Katharine Houghton – Hádej, kdo přijde na večeři
- Sharon Tate – Údolí panenek

#### Objev roku – herec
- Dustin Hoffman – Absolvent
- Oder Kotler – Shlosha Yamim Veyeled
- Franco Nero – Camelot
- Michael J. Pollard – Bonnie a Clyde
- Tommy Steele – The Happiest Millionaire

#### Nejlepší scénář
- Sterling Silliphant – V žáru noci
- Robert Benton, David Newman – Bonnie a Clyde
- Lewis John Carlino, Howard Koch – Lišák
- Buck Henry, Calder Willingham – Absolvent
- William Rose – Hádej, kdo přijde na večeři

#### Nejlepší hudba
- Frederick Loewe – Camelot
- Leslie Bricusse – Pan doktor a jeho zvířátka
- Francis Lai – Žít a užít
- Elmer Bernstein – Správná dívka
- Henry Mancini – Dva na cestě

#### Nejlepší filmová píseň
- „If Ever I Should Leave You“ – Camelot, hudba Frederick Loewe, text Alan Jay Lerner
- „Circles In the Water“ – Žít a užít, hudba a text Norman Gimbel, Francis Lai
- „Don't Gamble With Love“ – Ski Fever, hudba a text Guy Hemric, Jerry Styner
- „Talk To the Animals“ – Pan doktor a jeho zvířátka, hudba a text Leslie Bricusse
- „Thoroughly Modern Millie“ – Správná dívka, hudba a text James Van Heusen, Sammy Cahn

#### Nejlepší zahraniční film (v jiném než anglickém jazyce)
- Žít a užít – režie Claude Lelouch, Francie
- Nemrava – režie Pietro Germi, Francie / Itálie
- Ostře sledované vlaky – režie Jiří Menzel, Československo
- Elvíra Madiganová – režie Bo Widerberg, Švédsko
- Cizinec – režie Luchino Visconti, Francie

#### Nejlepší zahraniční film (v anglickém jazyce)
- Lišák – režie Mark Rydell, Kanada
- Nehoda – režie Joseph Losey, Velká Británie
- The Jokers – režie Michael Winner, Velká Británie
- Smashing Time – režie Desmond Davis, Velká Británie
- Odysseus – režie Joseph Strick, Velká Británie
- The Whisperers – režie Bryan Forbes, Velká Británie

### Televizní počiny

#### Televizní seriál
- Mission: Impossible
- The Carol Burnett Show
- The Dean Martin Show
- Garrison's Gorillas
- Rowan & Martin's Laugh-In

#### Herec v seriálu
- Martin Landau – Mission: Impossible
- Brendon Boone – Garrison's Gorillas
- Ben Gazzara – Run For Your Life
- Dean Martin – The Dean Martin Show
- Andy Williams – The Andy Williams Show

#### Herečka v seriálu
- Carol Burnettová – The Carol Burnett Show
- Barbara Bain – Mission: Impossible
- Lucille Ball – The Lucy Show
- Nancy Sinatra – The Nancy Sinatra Show
- Barbara Stanwyck – Big Valley

### Zvláštní ocenění

#### Henrietta Award (Oblíbenci světového filmu)
- herečka Julie Andrews
- herec Laurence Harvey

#### Cena Cecila B. DeMilla
- Kirk Douglas